# ファルコ (ミュージシャン)
ファルコ（Falco、本名：ヨハン・ヘルツェル、Johann Hölzel、1957年2月19日 - 1998年2月6日）は、オーストリアのミュージシャン。「ロック・ミー・アマデウス」のヒット曲で知られる。

## プロフィール

### デビュー
オーストリア共和国ウィーン出身。ハードロック・パンクバンドのベーシストとして音楽キャリアをスタートした後、1981年にソロアーティストとしてデビューし、「秘密警察」（原題: Der Kommissar）をヨーロッパでヒットさせる。この曲はアフター・ザ・ファイアーによる英語バージョンもリリースされアメリカでヒットした。
この曲が出た頃はまだラップやヒップホップという言葉が馴染む前であった。

### 「ロック・ミー・アマデウス」
1985年、「ロック・ミー・アマデウス」（原題: Rock Me Amadeus、オランダ人のボーランド兄弟との共作）をリリース。刺激的なヒップホップのビートに乗せてモーツァルトの生涯をラップで歌い込んだこの曲は、地元オーストリアを皮切りにヨーロッパ各国でチャート1位を獲得し、翌1986年にはアメリカでもBillboard Hot 100で1位の大ヒットを記録する。アメリカでは英語圏出身でない外国人アーティストが大ヒットを飛ばすのは難しく、しかも色物扱いされる類の曲であったが、英語とドイツ語を交互に操ったラップの面白さと、1984年の映画『アマデウス』のヒットを受けた話題性、クラシックの偉人を茶化した痛快さが、異例の大ヒットにつながったといわれている。
ファルコの楽曲はボーランド兄弟をはじめとする作曲家が作曲を担当し、ファルコは主に歌詞を書いていた。
その後は世界的なヒットはなかったもののオーストリアでは安定した音楽活動を続け、出したアルバムは国内チャートでほぼ全て1位であった。
木村拓哉が出演しているマンダム・ギャッツビーのCMでこの曲の替え歌が使用されている。

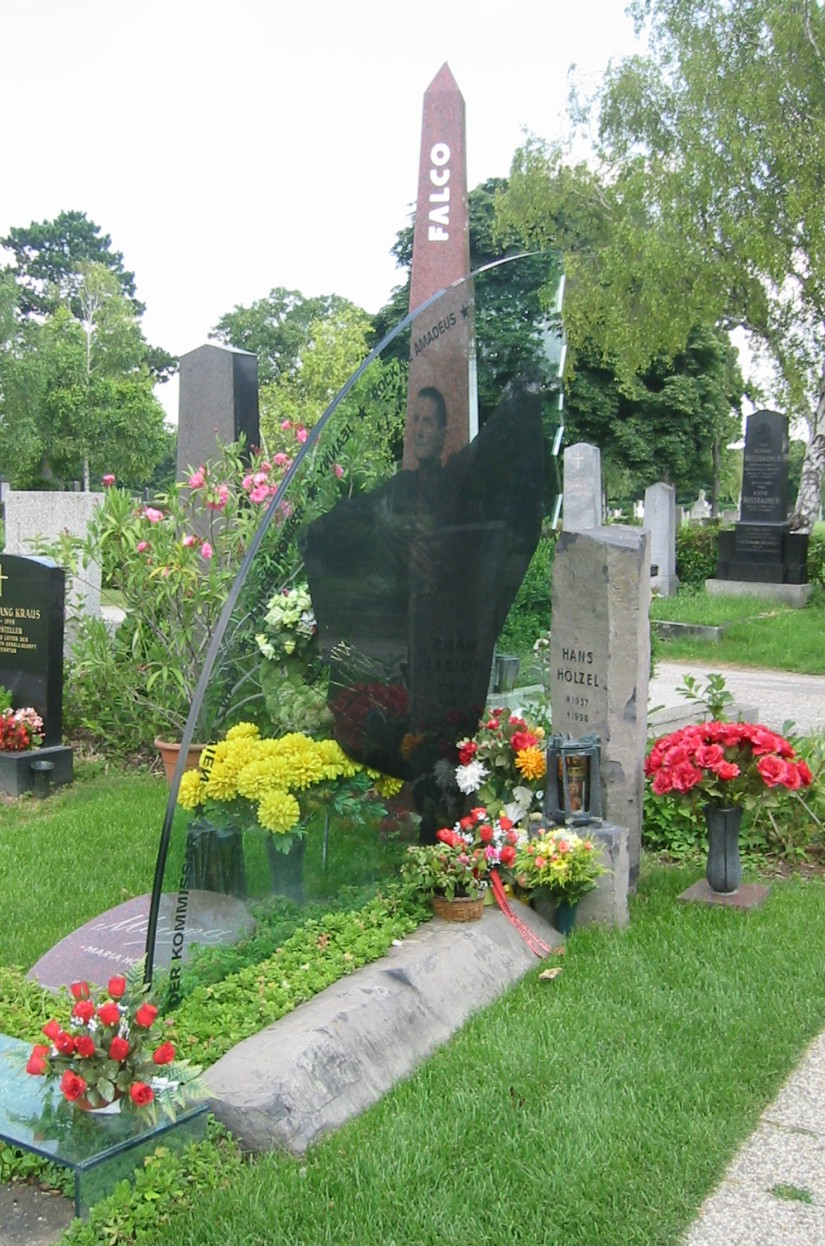
ウィーン中央墓地にあるファルコの墓（2006年撮影）

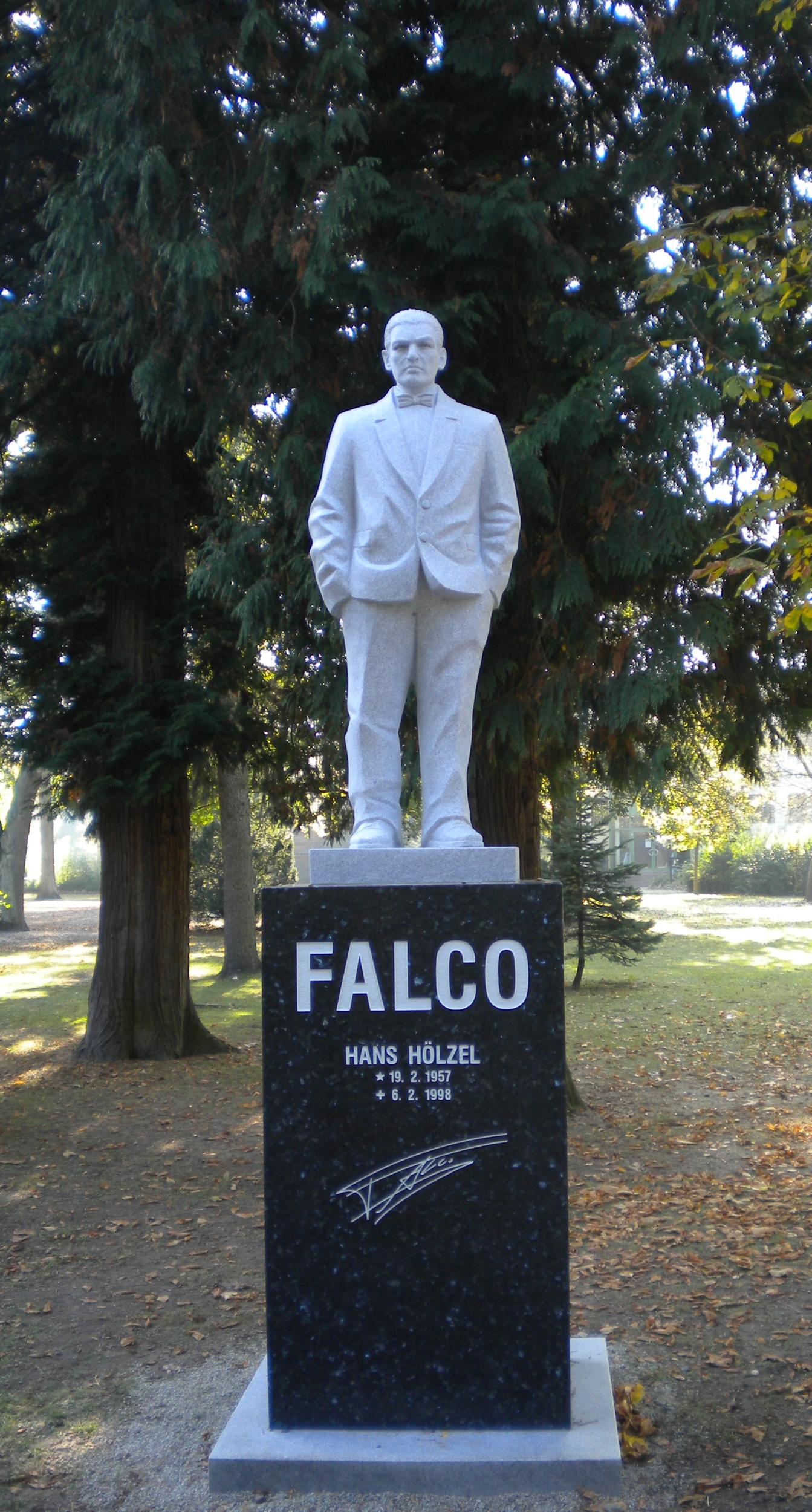
ガルス・アム・カンプにあるファルコの像（2011年撮影）

### 死去
1996年にドミニカ共和国に移住。1998年2月6日、ドミニカ共和国サント・ドミンゴ、プエルト・プラタのハイウェイにて、大型バスがファルコの運転する愛車（2代目パジェロ）に衝突。頭部に激しい損傷を負ったファルコは、プエルト・プラタ病院に運ばれたが、意識が戻ることなく息を引き取った。なお、検死結果では、血液中から高濃度のアルコールとコカインが検出された。遺体はオーストリアのウィーン中央墓地に埋葬されており、墓には『Nachtflug』のジャケットに使われた写真が飾られている。

### 没後
2000年にドイツ・ベルリンでミュージカル『Falco meets Amadeus』が初上演され、その後もドイツ語圏各地で上演されている。没後10年となった2008年には、最後のアルバム名をタイトルとした伝記映画『Falco - Verdammt wir leben noch!』が製作され、オーストリア、ドイツ、チェコにて公開（日本では未公開だが2010年にキュリオスコープより『ROCK ME AMADEUS - ファルコ 運命に翻弄されたスーパースター』のタイトルでDVD発売）。2010年10月、ヨーロッパ圏では代表作『Falco 3』の発売25周年を記念して、スペシャル・エディションがデジタルリマスター盤として再発売された。これは「ロック・ミー・アマデウス」が収録された通算3作目のアルバムで、日本盤のタイトルも『ロック・ミー・アマデウス』であった。

## ディスコグラフィー

### スタジオアルバム
| 年   | アルバムの情報                                                                                          | 各国のチャート順位 | 各国のチャート順位 | 各国のチャート順位 | 各国のチャート順位 | 各国のチャート順位 | 備考 |
| 年   | アルバムの情報                                                                                          | AT                 | DE                 | CH                 | UK                 | US                 | 備考 |
| ---- | --- | ------------------ | ------------------ | ------------------ | ------------------ | ------------------ | --- |
| 1982 | デア・コミッサー - 原題: Einzelhaft - リリース: 1982年 - レーベル: GIG Records                          | 1                  | 19                 | —                  | —                  | 64                 | このアルバムで世界的に知られるようになる |
| 1984 | ユンゲ・ローマ― - 原題: Junge Roemer - リリース: 1984年 - レーベル: GIG                                 | 1                  | —                  | —                  | —                  | —                  | 現在このアルバムはカルト的と批評されている |
| 1985 | ロック・ミー・アマデウス - 原題: Falco 3 - リリース: 1985年 - レーベル: A&Mレコード(日本盤) / GIG       | 1                  | 2                  | 1                  | 32                 | 3                  | このアルバムで世界的スターとなる |
| 1986 | エモーショナル - 原題: Emotional - リリース: 1986年 - レーベル: TELDEC                                  | 1                  | 1                  | 5                  | —                  | —                  | 彼の娘だと言われているキャサリーナ・ビアンカに捧げられたアルバム                                                                                   |
| 1988 | ウィーナー・ブラッド - 原題: Wiener Blut - リリース: 1988年 - レーベル: TELDEC                          | 2                  | 9                  | 12                 | —                  | —                  | 前作同様キャサリーナに捧げられている |
| 1990 | データ・デ・グルーヴ - 原題: Data de Groove - リリース: 1990年 - レーベル: Warner Music Group           | 11                 | —                  | —                  | —                  | —                  | |
| 1992 | Nachtflug - （日本盤未発売） - リリース: 1992年 - レーベル: EMI Electrola GmbH                          | 1                  | 73                 | —                  | —                  | —                  | 「ロック・ミー・アマデウス」以降大きなヒットが無かったが、このアルバムの「タイタニック」がドイツ語圏で大ヒットする                                 |
| 1998 | Out of the Dark (Into the Light) - （日本盤未発売） - リリース: 1998年2月27日 - レーベル: EMI Electrola | 1                  | 3                  | 4                  | —                  | —                  | 本来アルバムタイトルは『Egoisten』（8曲目に「Egoist」という曲が入っている）となるはずだった。死後3週間後に発売                                     |
| 1999 | Verdammt wir leben noch - （日本盤未発売） - リリース: 1999年 - レーベル: Sony Music/EMI Electrola/GIG  | 3                  | 35                 | —                  | —                  | —                  | 死の前に収録済みだった楽曲が含まれている。「ちくしょう、私たちはまだ生きている」という意味のアルバムタイトルは伝記映画のサブタイトルに使われている |
| 2009 | The Spirit Never Dies - （日本盤未発売） - リリース: 2009年12月4日 - レーベル: Starwatch/Warner Music   | 1                  | 3                  | 33                 | —                  | —                  | 一緒に仕事をしたことがあるプロデューサーのレコーディングスタジオが 浸水した際に発見された楽曲が収録された                                          |